# Avisos e alertas de ciclone tropical

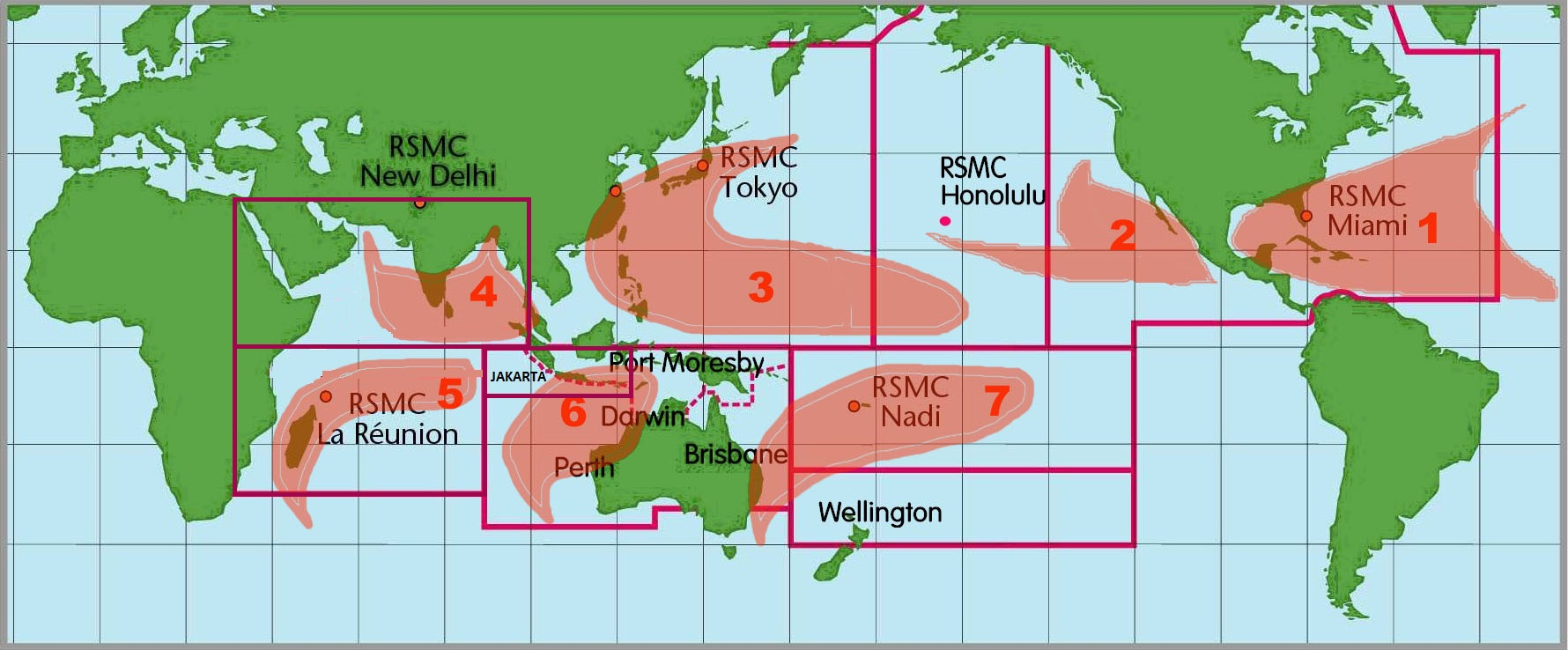
As diferentes bacias e os centros responsáveis

Avisos e alertas de ciclone tropical são boletins de avisos de um dispositivo de segurança civil que pretende proteger as pessoas e os bens ameaçados por um ciclone tropical em aproximação iminente com irrupção dos fenómenos muito violentos e depois informando na realidade nas zonas implicadas à sua passagem. Estes boletins permitem às autoridades civis de tomar as medidas necessárias como a evacuação das zonas costeiras, a abertura de abrigos, a abertura e alerta dos serviços médicos, etc. A cada país que pode estar afetado por tais sistemas tem desenvolvido o seu próprio código para os alertas ciclônicos. Por exemplo, em Portugal e no Brasil, o nível de alerta está ligado a um código de cores (amarelo, laranja, e vermelho) enquanto na América do Norte e emitem-se as alertas meteorológicas. O "Severe Weather Information Centre" (SWIC) é uma iniciativa da Organização Meteorológica Mundial (OMM), com o objetivo de emitir informação pelos Serviços Meteorológicos e Hidrológicos Nacionais (NMHSs) relacionada com os avisos meteorológicos, acompanhamento dos ciclones tropicais e observações de tempo severo.

## Zonas dos furacões

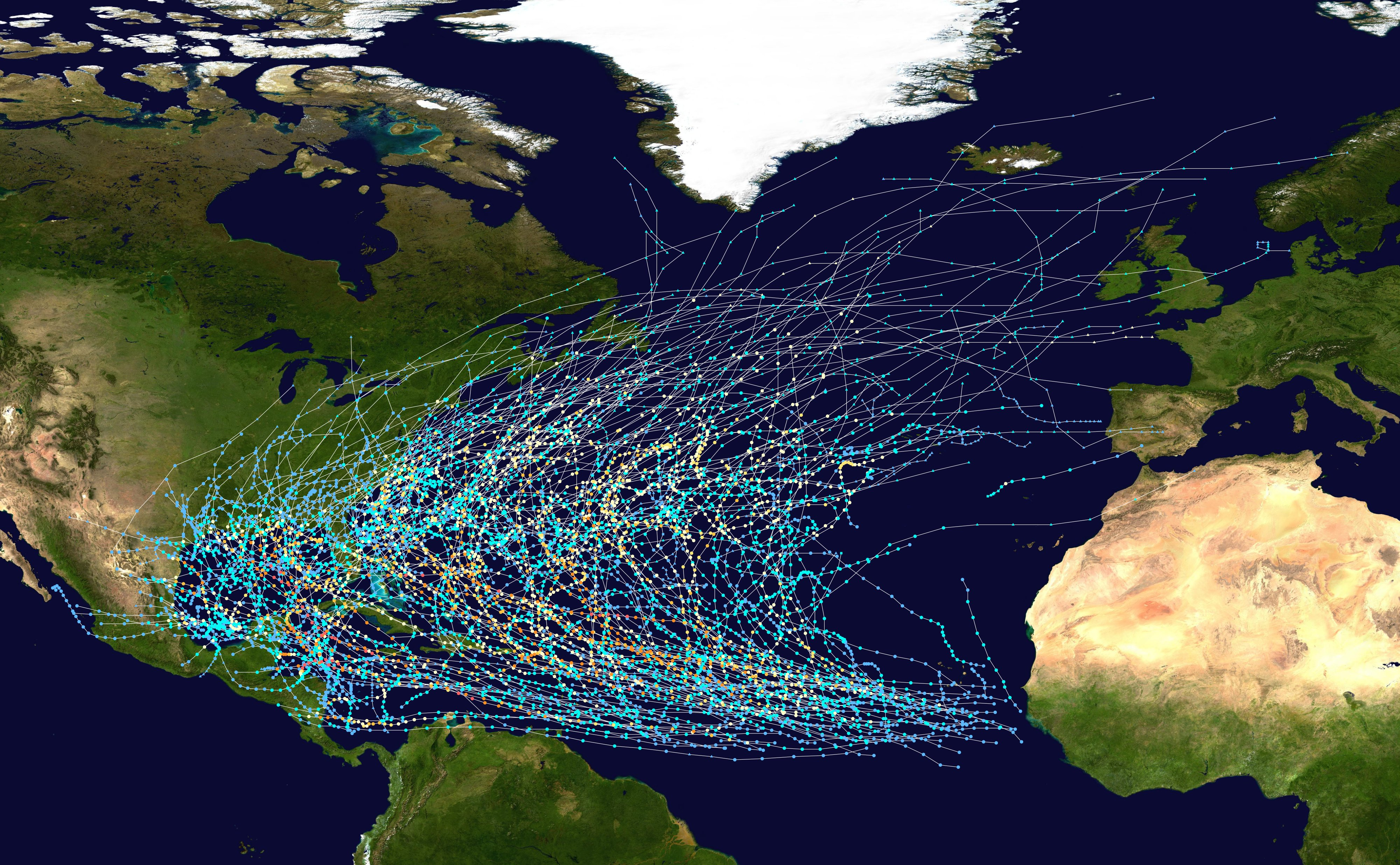
Trajectória dos furacões de Atlântico (1980-2005)

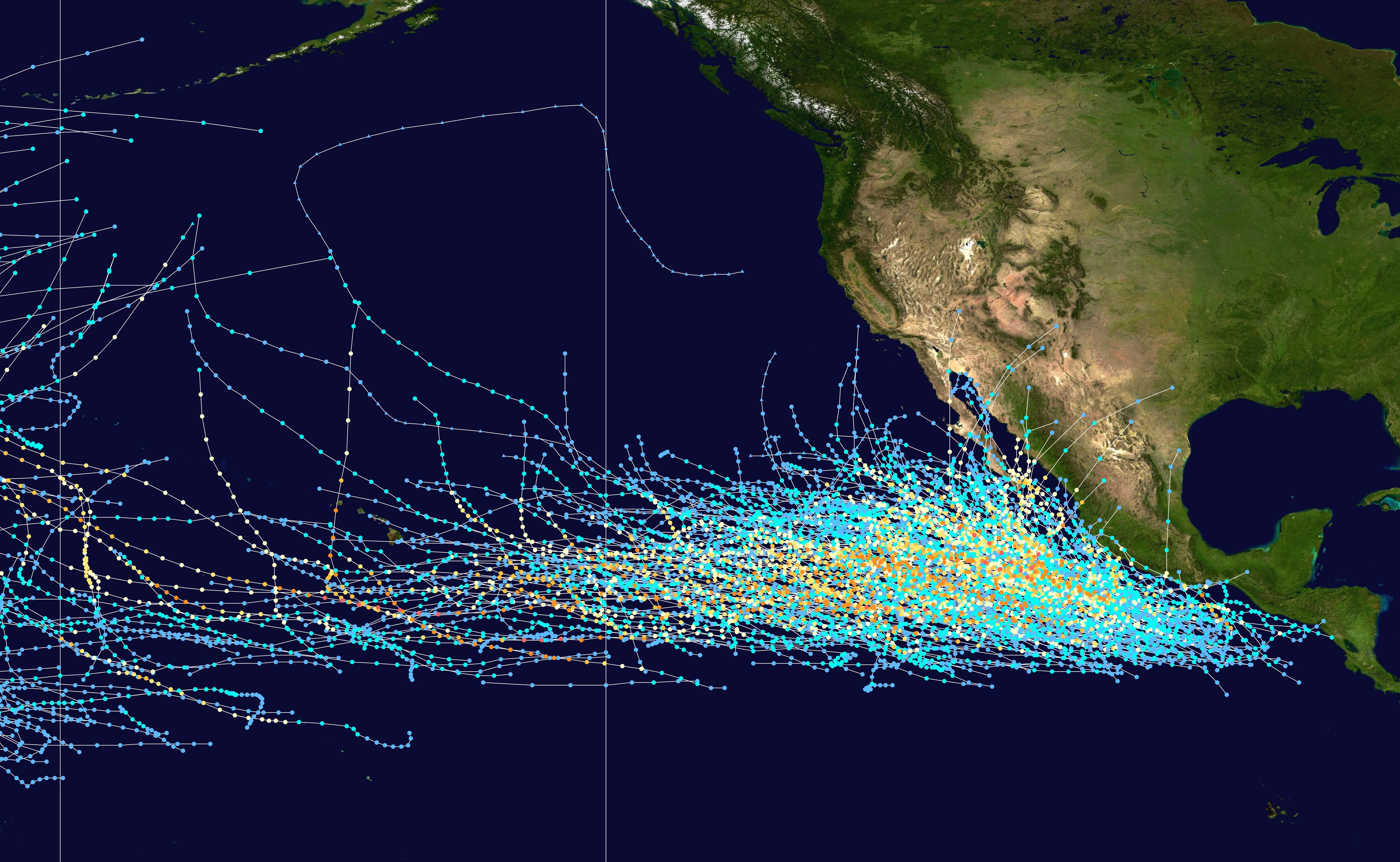
Trajectória dos furacões do Pacífico (1980-2005)

As bacias do Atlântico norte e do Pacífico Noroeste, o National Hurricane Center estadounidense tem o cargo de seguir e de prever a deslocação dos número total furacões. No Pacífico central norte, é o Central Pacific Hurricane Center que toma o relevo. Estes dois centros fazem parte dos sete Centros meteorológicos regionais especializados do Organização Meteorológica Mundial (OMM) que têm que atender da coordenação dos alertas ciclônicas com os demais países da bacia. A terminologia utilizada pela maioria dos países das Antilhas e da América Central bem como pelo Canadá são influenciados fortemente por aquelas utilizadas por estes dois centros dos Estados Unidos.

### Mensagens costeiras

#### Tempestade tropical
Antes da temporada dos furacões de 1987, em caso de tempestade tropical, utilizava-se mensagens de tipo marítimo, que eram antecipadas e alertavam sobre os vendavais. Desde este tempo, nas predições de tempestade tropical eram emitidas quando um tal sistema, que tem ventos de 63 a 117 km/h, aproximar-se-á da costa durante as próximas 36 horas. Os avisos de bandeira quadrados vermelhos são então içados nos portos e em locais de bandeira como avisos oficiais nessa costa.
Uma alerta de tempestade tropical está emitido nas agências de meteorologia prevendo que o sistema golpeará em menos de 24 horas. Os pavilhões a dois quadrados vermelhos são então levantados.

#### Furacão
Quando a tempestade tropical atinge o nível de furacão, a mais de 117 km/h. Normalmente emitem-se alertas de furacões nas vésperas servindo os mesmos de pré-aviso. Os pavilhões utilizados são desta vez quadrados vermelhos com um quadrado negro ao centro. Os Alertas de furacão vão permanecer vigentes enquanto os efeitos da maré de tempestade e das fortes ondas associadas com o ciclone não se dissiparem.
Pode-se ter vigente os boletins para tempestade tropical e para furacão ao mesmo tempo. Efetivamente, os ventos de força de furacão estendem-se até uma verdadeira distância do centro do furacão o que precisa uma alerta para o sector da costa onde estes ventos afetarão. Para além desta zona, os ventos diminuem a vendavais e é uma alerta deste tipo que é enviada para estes sectores.

#### Ciclone tropical potencial
Para melhorar o sistema de alerta para os sistemas tropicais durante a temporada de 2017 no oceano Atlântico norte e no nordeste do pacífico, o National Hurricane Center começou a emitir pareceres e advertências de « ciclones tropicais potenciais », para perturbações tropicais que não tivessem ainda atingido ao menos o estado de depressões tropicais mas que têm uma probabilidade elevada de o ser e que podem dar efeitos similares àqueles de tempestades tropicais ou de furacões às terras nas seguintes 48 horas.

### Mensagens às populações
A cada país das bacias atlânticas e pacíficas emitem os seus próprios boletins de alertas meteorológicos :
- Nos Estados Unidos, os boletins especiais de véspera e de alerta às tempestades tropicais e furacões são emitidos e difundidos. Estes últimos falam não só dos ventos mas igualmente das quantidades de chuva prevista, da ameaça de inundações e da altura da maré de tempestade. Ademais, os boletins são emitidos especificamente para as zonas onde os tornados também estão previstos;[2]
- No Canadá, utiliza-se o mesmo sistema de antecipação e de alertas que no caso dos número de depressões tropicais extratropicais além de mensagens separadas para a maré de tempestade.[4] Não obstante, durante a passagem do furacão Juan em 2003 nas províncias marítimas, ainda que as mensagens de aviso tinham sido enviadas, a população não tinha sido suficientemente sensibilizada para o perigo. Tinha sido decidido desde a temporada ciclônica de 2004, de emitir várias alertas de tempestade tropical e de furacão para as regiões costeiras;[4]
- Em Cuba, os boletins meteorológicos estão emitido pelas províncias e nas zonas ameaçadas. Ademais, as vésperas e alertas estão emitidas sem distinção para as zonas marítimas e interiores.
- Na Martinica e a Guadalupe, as autoridades francesas utilizam níveis de vigilância assim:[5]

1. Verde : sem vigilância em particular ;
2. Amarelo : prestem atenção, a prática das atividades sensíveis ao risco meteorológico ou à proximidade de um corpo de água ou de um curso de água, os fenómenos habituais na região pode ser ocasionalmente e localmente perigoso nas próximas 48 a 72 horas ;
3. Laranja : preparem-se, pos os fenómenos perigosos são previstos nas próximas 48 horas ;
4. Vermelho : protejam-se, dos fenómenos perigosos de intensidade excecional pos estão previstos em 6 a 18 horas ;--
5. Violeta : confinarem-se, dos impactos maiores sócios ao furacão estão previstos em 3 a 6 horas ;
6. Cinza : fase de salvaguarda, o fenómeno que se afasta mas os perigos persistem.

## Zona dos tufões

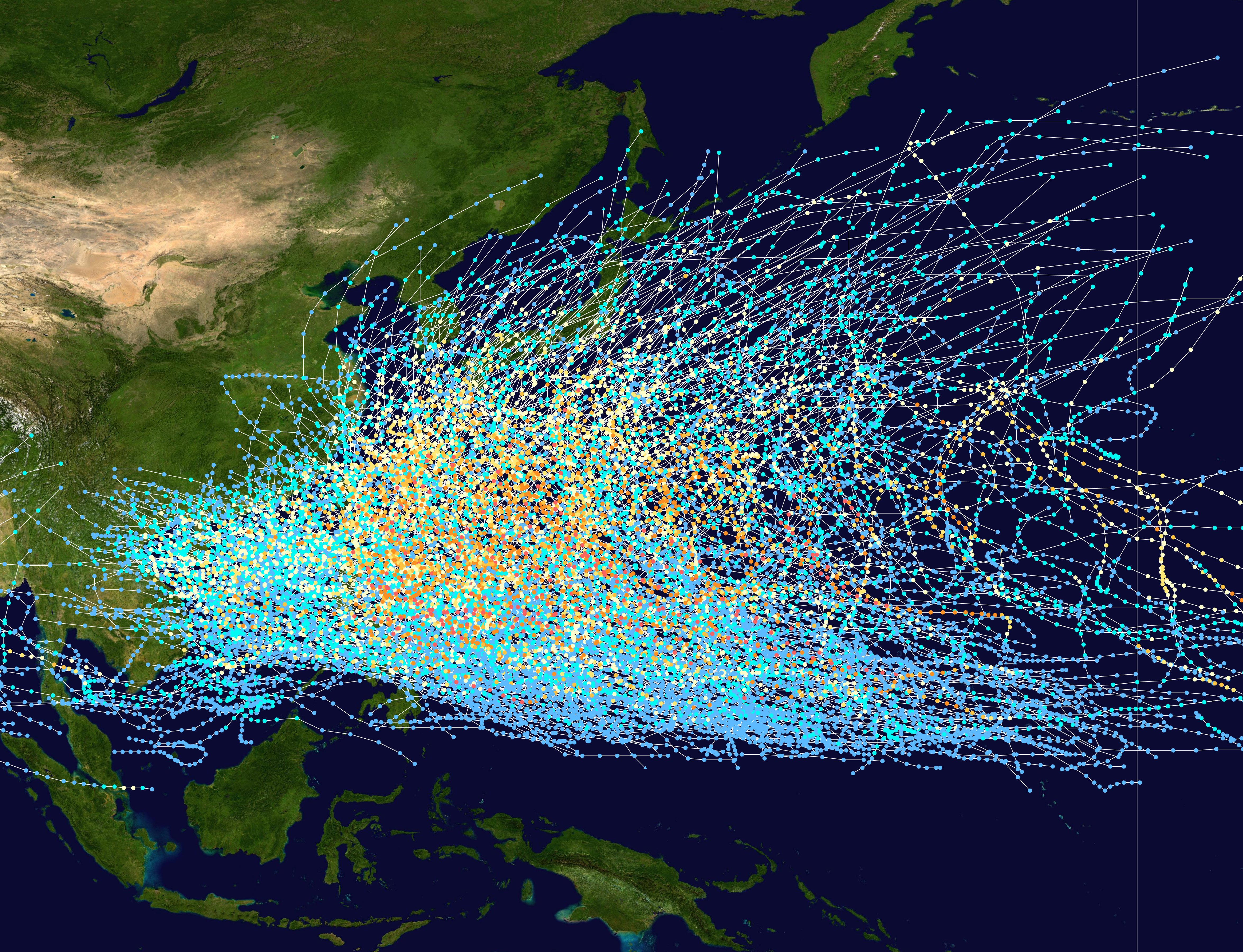
Trajectória dos tufões do Pacífico noroeste (1980-2005)

No Oceano Pacífico noroeste, é a agência Meteorológica do Japão que está encarregada pelo OMM de seguir os tufões. A serviço filipino atende a sua região que os rodeia. Não obstante todos os países ribeirinhos emitem os seus próprios boletins às populações.
- No Observatório de Hong Kong e o serviço meteorológico de Macau que emite boletins que descrevem a ameaça ciclônica que segundo uma escala de sinais de 1 a 10 vai alterando para número seguintes de Nº 1, 3, 8, 9 e 10 ;[6]
- Na China, a Agência Meteorológica da China utiliza um sistema a dois níveis para as zonas costeiras : advertência para as zonas onde as fortes chuvas e dos ventos à força 8 da escala de Beaufort estão previstos em 48 horas e alerta urgente quando o todo está previsto em menos de 24 horas. O fim da alerta não é emitida enquanto os efeitos da maré de tempestade se alastra. Um código de cores é utilizado para as alertas às populações adentro das terras :
  - Alerta azul : ventos à força 6 na escala de Beaufort em 24 horas ou à força 6 a 7 soprando atualmente ;
  - Alerta amarelo : ventos à força 8 na escala de Beaufort em 24 horas ou à força 8 a 9 soprando atualmente ;
  - Alerta laranja : ventos à força 10 na escala de Beaufort em 24 horas ou à força 10 a 11 soprando atualmente ;
  - Alerta vermelho : ventos à força 12 na escala de Beaufort em 6 horas ou à força 12 soprando atualmente ;
  - A província de Guangdong utiliza igualmente o nível Alerta branco para alertar que um ciclone tropical está previsto em 48 horas.

## Oceano Índico e Pacífico sul

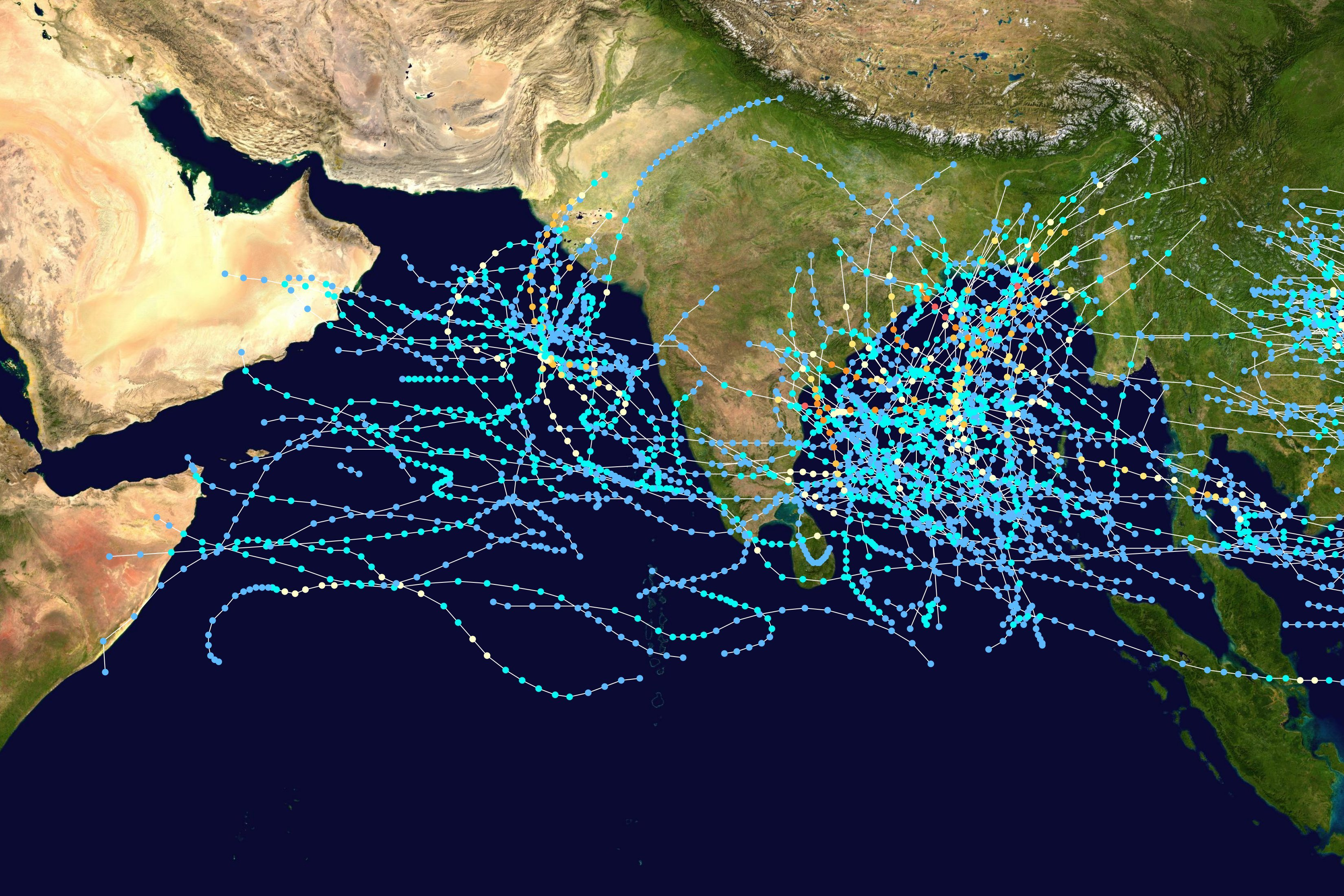
Trajectória dos ciclones de Oceano Índico norte (1980-2005)

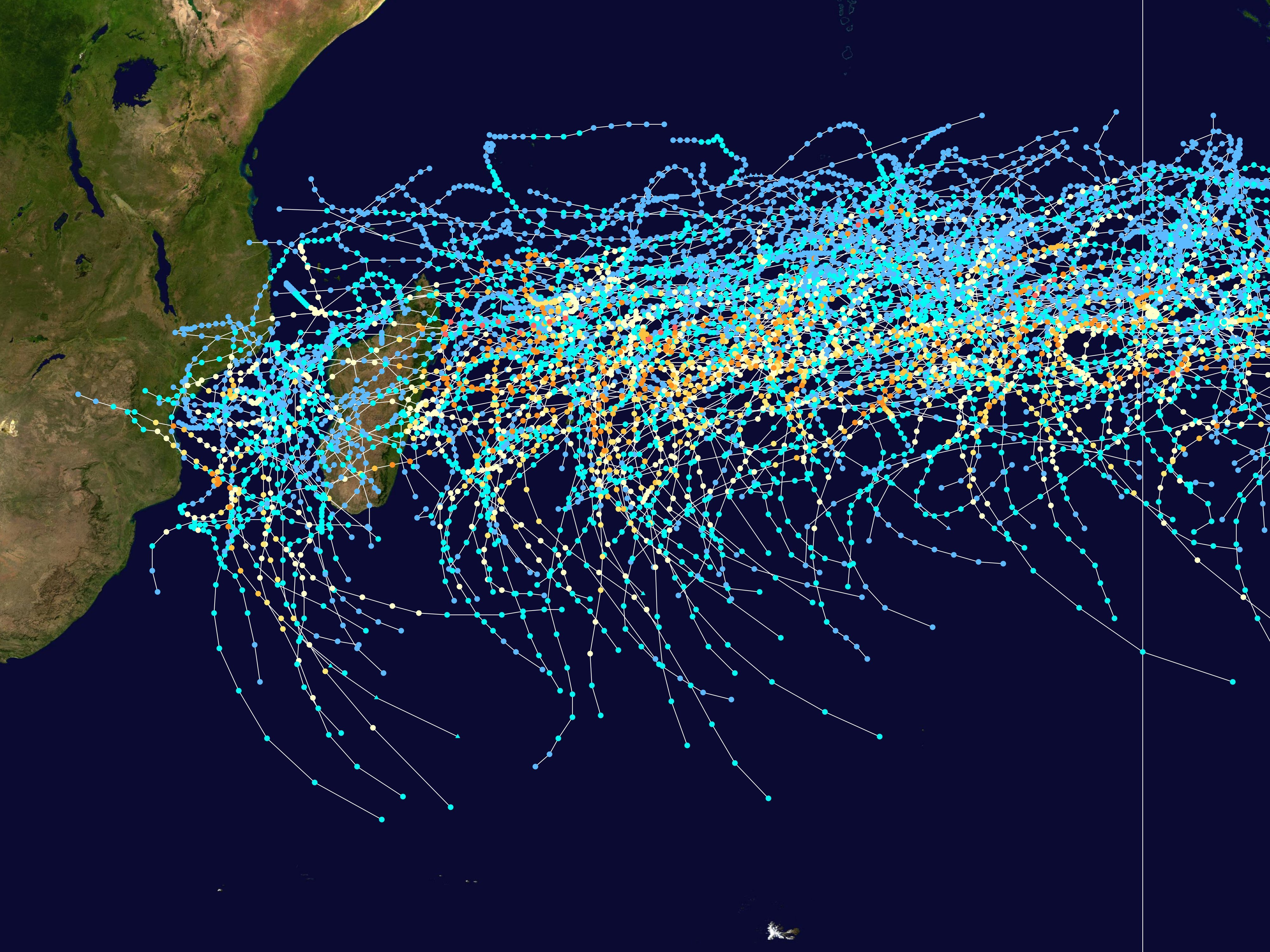
Trajectória dos ciclones de Oceano Índico sul oeste (1980-2005)

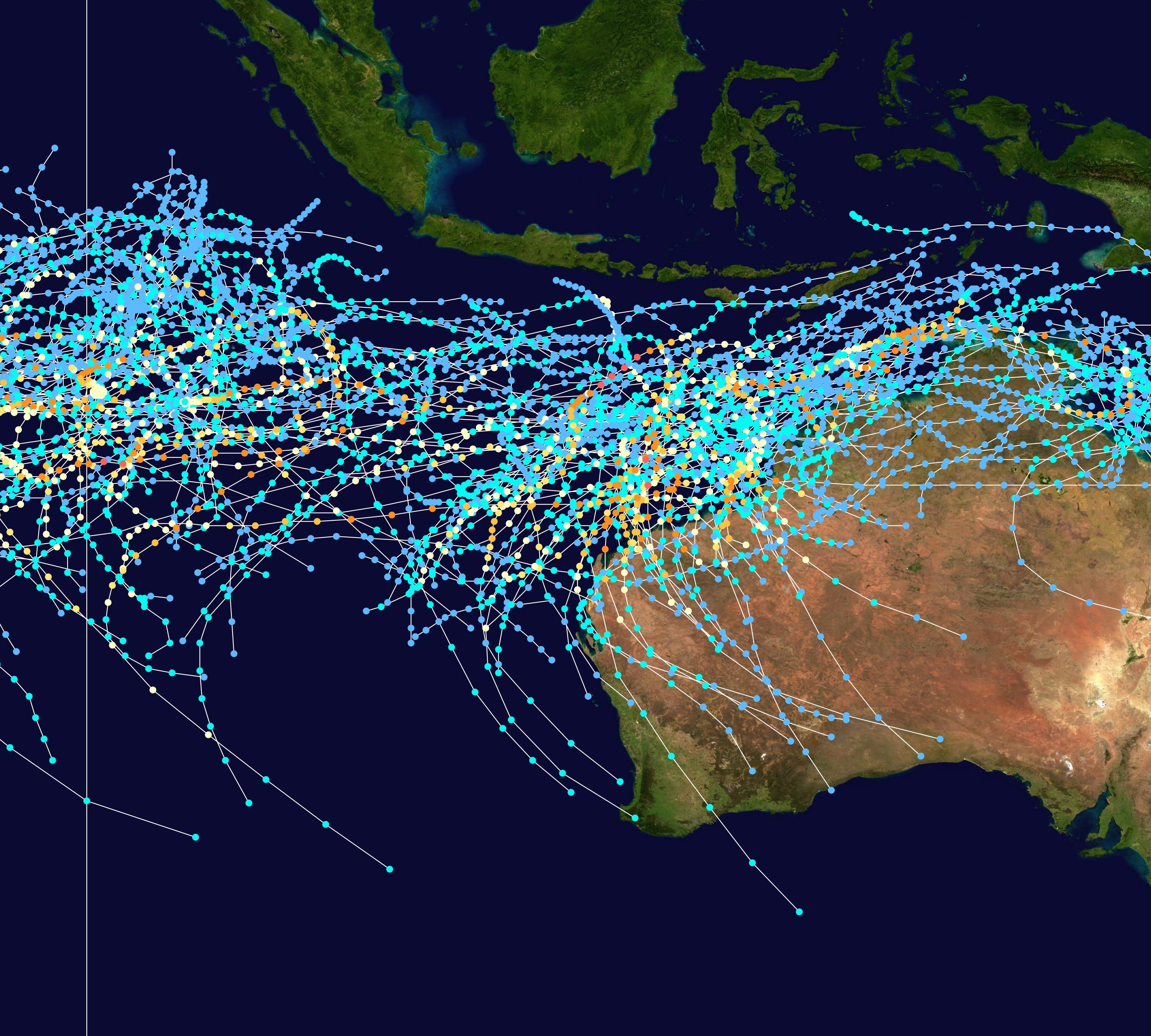
Trajectória dos ciclones de Oceano Índico sudeste(1980-2005)

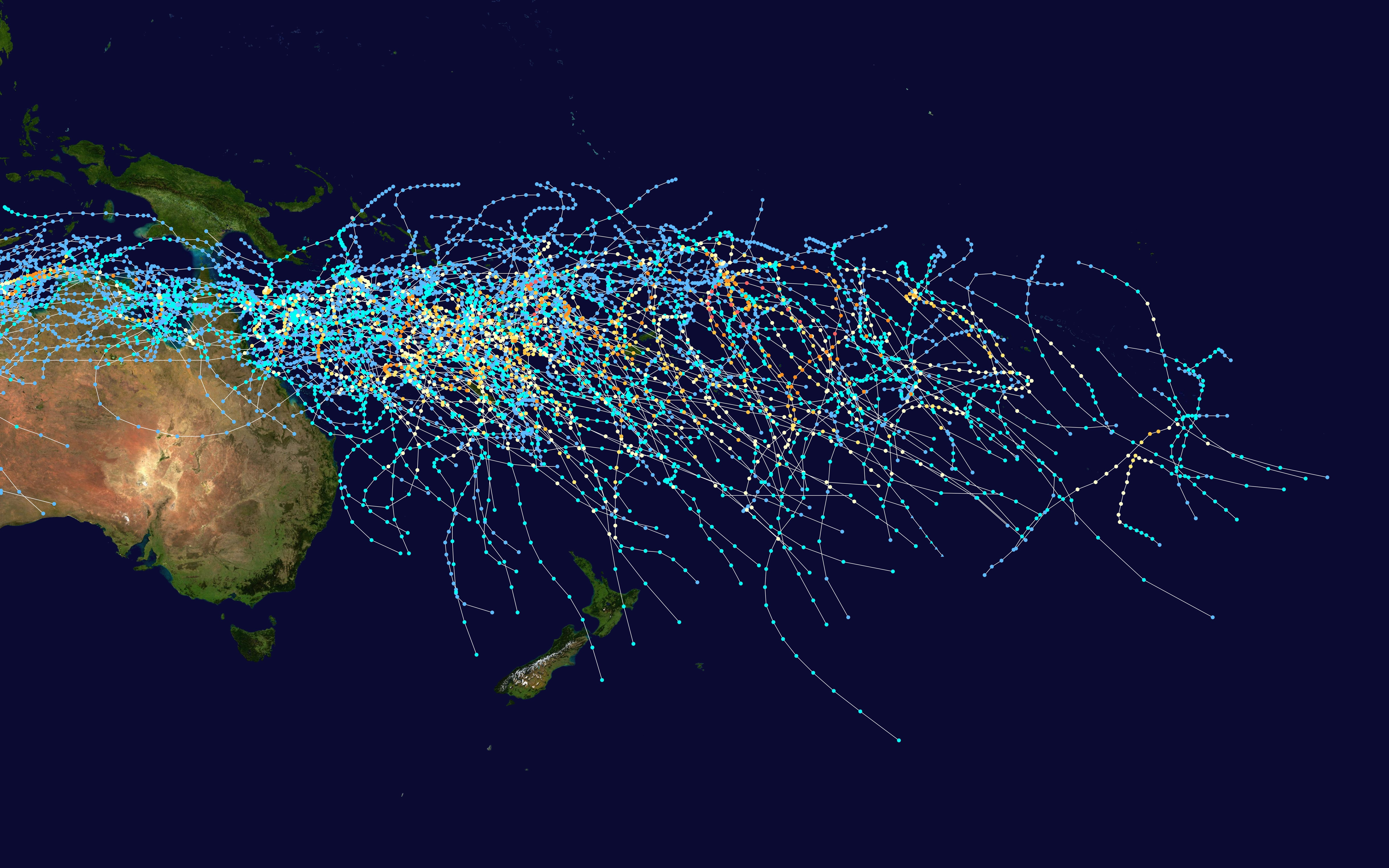
Trajectória dos ciclones do Pacífico sul (1980-2005)

### Departamentos franceses

#### Ilha de Reunião e Mayotte
Pela sua situação geográfica, a ilha da Reunião é frequente ver passar as perturbações climáticas tropicais e sobretudo dos ciclones tropicais. Num objetivo cautelar de por em guarda contra o perigo ciclônico, as autoridades francesas e Météo France criaram um sistema de alerta ciclônica composto de três níveis.
- Pré-alerta ciclônica : A pré-alerta ciclônica é ativada a partir do momento em que um fenómeno climático tropical evolui nas ilhas Mascarenhas e constitui uma ameaça para a Reunião nos dias a vir.

- Alerta laranja : A perturbação acercou-se à costa e há um perigo nas 24 horas a vir. Começa-se a sentir os efeitos do aumento do vento e das ondas. Os estabelecimentos escolares são fechados.

- Alerta vermelho : O perigo ciclôinca é iminente. A passagem a alerta vermelho é precedida de um pré-aviso de 3 horas. Ao fim deste pré-aviso, um toque de recolher total é posto em marcha com a proibição de sair de em si e de circular sob a pena de pesadas multas, e este mesmo durante a passagem do olho do ciclone, enquanto se observa uma relativa calmia. Apenas os serviços públicos de urgências têm uma derrogação. Os contadores de eletricidade têm que estar desligados, as garrafas de gases têm que estar fechadas e faz falta escutar a rádio para se manter informado de novidades do alerta.

- Final da ameaça ciclônica/Fase de salvaguarda : O perigo ciclônico está afastado, a vida na ilha volta ao normal. Em caso que o ciclone tem raspado ou atingido a ilha :
  - O água de fonte já não é potável e os habitantes têm que consumir água de fonte em garrafa até que as autoridades sanitárias tenham confirmado um regresso à normalidade.
  - De nenhuma maneira se pode tocar em fios caídos na terra, quer sejam elétricos ou telefónicos.
  - As vítimas, estragos e necessidades têm que ser declarados ao município.
  - Pode ser imprudente de ir à costa ou à beira dos rios em cheia ou nas ravinas. Está proibido de atravessar estas últimas.

#### Outros departamentos
Nos demais departamentos no ultramar, as ações são similares mas os termos para as alertas variam um pouco :
- Na Polinésia Francesa fala-se fases:[9]
  - Fase 1 : Posta em marcha, não há nenhuma ameaça antes de 48 horas ;
  - Fase 2 : Pré-alerta, o fenómeno tropical pode implicar a chegada entre 48 horas e 18 horas ;
  - Fase 3 : Alerta vermelho, há uma forte probabilidade para que uma chegada esteja feita em menos de 18 horas por uma tempestade ou um ciclone ;
  - Fase 4 : Salvaguarda, estado violeta, permite gerir a intervenção dos socorros e dos serviços de intervenção e uma proibição de circular total ou parcial para a população após o passagem do ciclone ;
  - Fase 5 : o final de alerta é anunciada.

- Nova Caledónia e dependências fala-se de:[10]
  - Pré-alerta ciclônica : depressão tropical forte ou ciclone assinalado na zona de advertência meteorológica do Território.
  - Alerta ciclônica de nível 1 : ameaça para as próximas 18 horas.
  - Alerta ciclônica de nível 2 : o fenómeno tocará o Território nas 6 próximas horas.
  - Fase de salvaguarda : o fenómeno afasta-se. Os socorros intervêm.

- Wallis e Futuna[7] :
  - Pré-alerta (ou alerta branca) : sensibilização das autoridades.
  - Alerta 1 (ou alerta amarelo) : ameaça possível durante as próximas 36 horas.
  - Alerta 2 (ou alerta vermelho) : ameaça durante as próximas horas.
  - Pareceres de final de alerta

## Preparativos
Quaisquer que sejam os países e os códigos para os avisos ou alertas, deve-se seguir os seguinte conselhos gerais :
- Durante as mensagens de alertas ou de avisos para além de 36 horas : a economia continua normalmente mas as saídas ao mar e longas viagens são formalmente desaconselhadas. A segurança das moradias bem como a procuração de alimento é feita.

- Quando os boletins anticipama chegada em menos de 24 horas :
  - Os estabelecimentos escolares fecham as suas portas ;
  - Em prevenção, os particulares estão chamados a fazer estoques de produtos de primeira necessidade (água, azeite, arroz, conservas, pilhas elétricas, velas).
  - É aconselhado duplicar as amarras dos barcos ;
  - Os produtos perigosos (bidões de gasolina por exemplo) têm que estar guardados em lugares seguros ;
  - O isolamento das habitações é reforçada e as janelas e percianas são fechadas
  - Os habitantes não devem afastar-se demasiado tempo das suas habitações e devem manter-se informados para seguir a evolução do fenómeno ciclônico.

- Quando a chegada está prevista a menos de 12 horas :
  - os estabelecimentos públicos e privados fecham ;
  - Os objetos que podem voar devem estar fixos ou solidamente amarrados ao solo ;
  - A evacuação da costa é obrigatória.

É sugerido igualmente :
- ter disponível uma mala de primeiros socorros ;
- ter disponível um lugar seguro para onde ir em caso de evacuação ou de paragem prolongada por todo serviço público.